# Équipe cycliste Geldhof Jielker

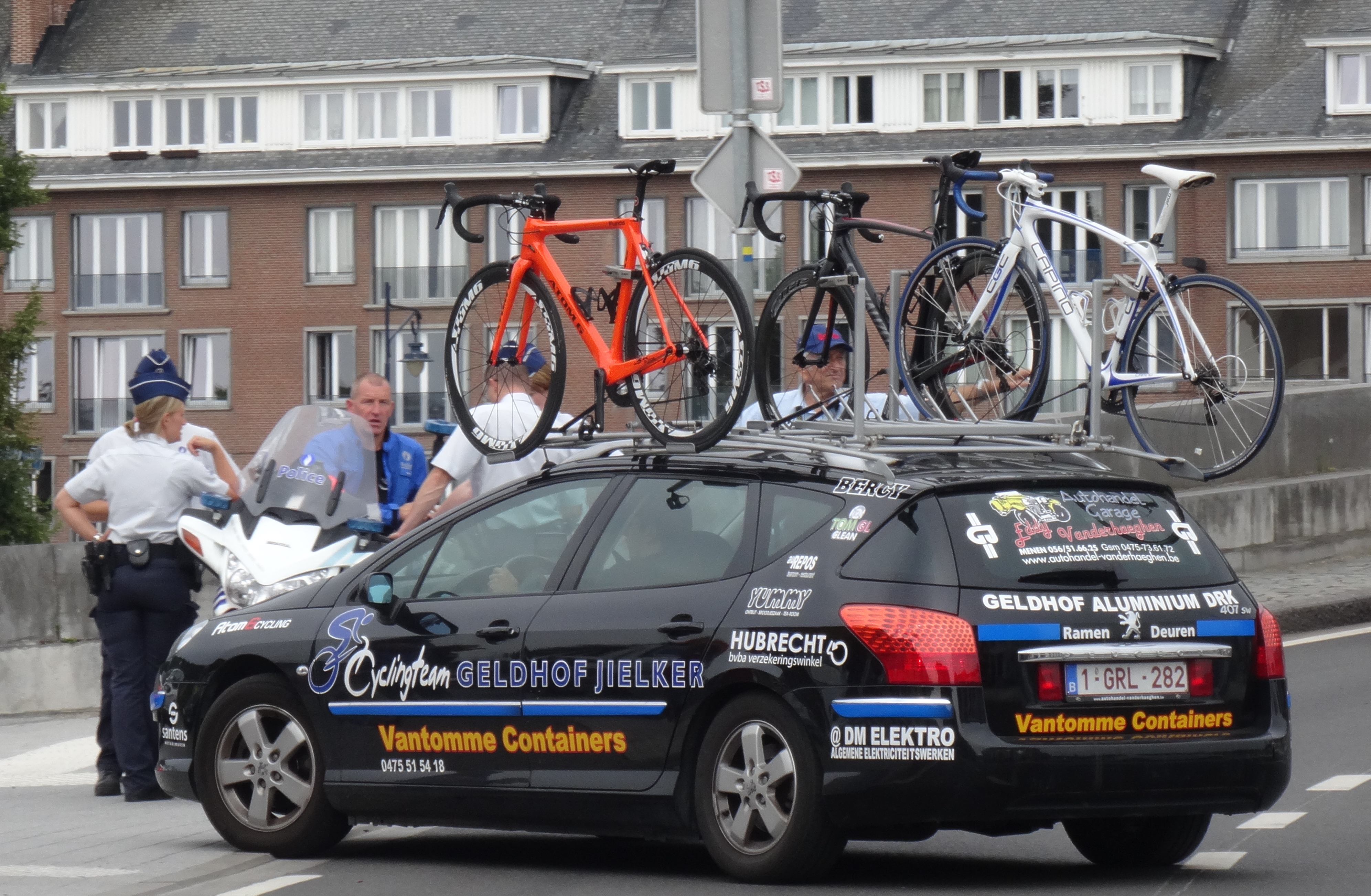
Une des voitures de l'équipe lors de la 1re étape du Tour de la province de Namur 2014.

L'équipe cycliste Geldhof Jielker est une équipe cycliste belge basée à Menin (Flandre-Occidentale) qui n'a existé qu'en 2014.

## Histoire de l'équipe
L'équipe est basée à Menin dans la province de Flandre-Occidentale, en Belgique.

## Geldhof Jielker en 2014

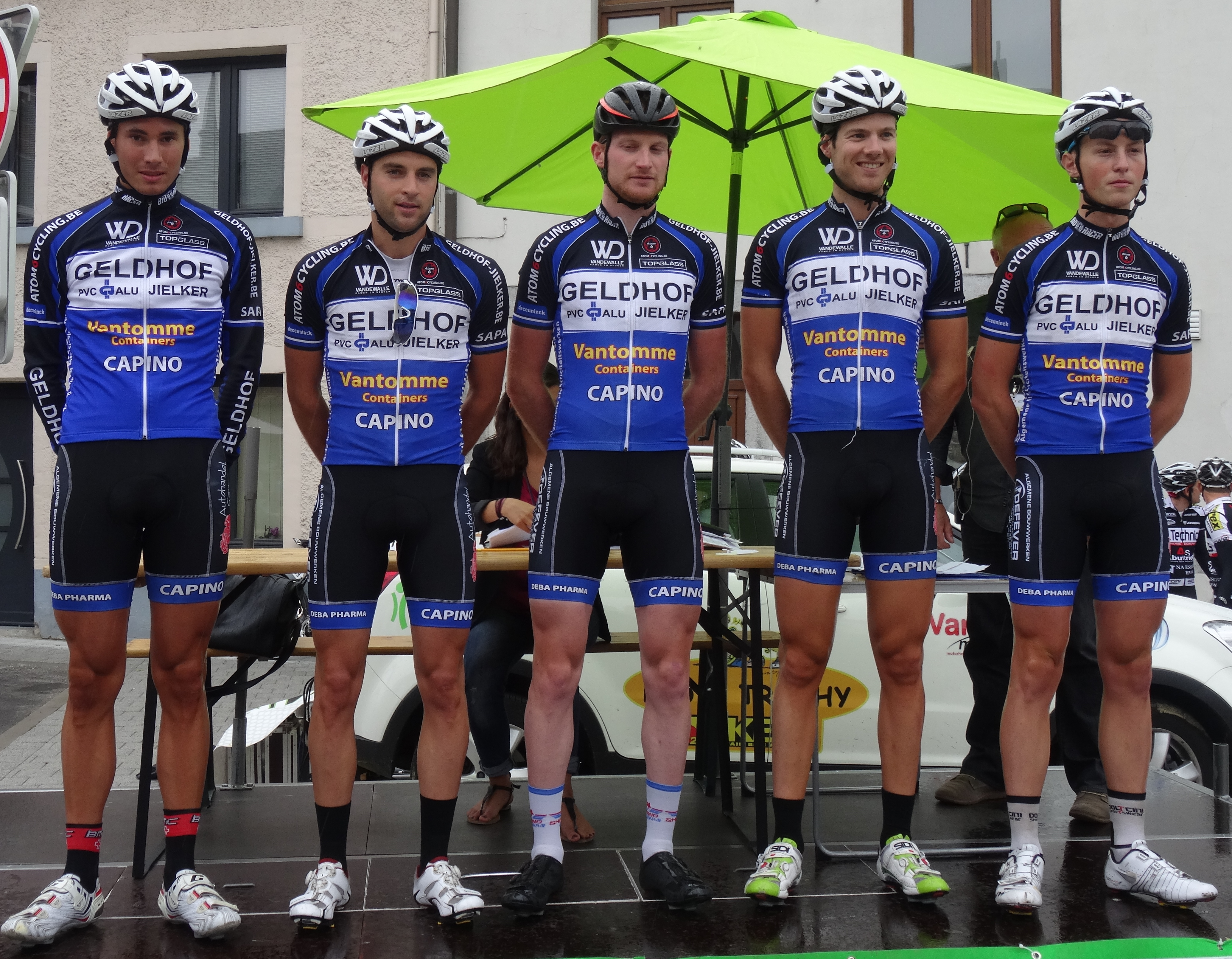
Cinq coureurs lors du Tour de la province de Namur 2014.

### Effectif
Trente-et-un coureurs constituent l'effectif 2014 de Geldhof Jielker,.
| Coureur,              | Date de naissance | Nationalité | Équipe 2013             |
| --------------------- | ----------------- | ----------- | ----------------------- |
| Simon Blondeel        | 25 septembre 1995 | Belgique    |                         |
| Nils Bytebier         | 5 janvier 1995    | Belgique    |                         |
| Joeri Calleeuw        | 5 août 1985       | Belgique    | Ventilair-Stéria        |
| Diego Clarysse        | 14 mars 1994      | Belgique    | Melbotech Prorace       |
| Manuel De Naeghel     | 17 juin 1981      | Belgique    | Capino-Geldhof          |
| Stijn De Vriese       | 15 décembre 1985  | Belgique    | ZuidWest                |
| Dieter De Waele       | 19 mai 1973       | Belgique    | Capino-Geldhof          |
| Thierry Declercq      | 24 juin 1975      | Belgique    | Capino-Geldhof          |
| Enzo Demazure         | 25 juin 1995      | Belgique    |                         |
| Giorgio Derycke       | 15 avril 1993     | Belgique    | KSV Deerlijk-Gaverzicht |
| Tjorven Desplenter    | 1er juin 1995     | Belgique    |                         |
| Royke Destatsbader    | 13 juillet 1995   | Belgique    |                         |
| Sven Françoys         | 25 décembre 1985  | Belgique    | Capino-Geldhof          |
| Kevin Furniere        | 30 mars 1989      | Belgique    |                         |
| Wesley Legrand        | 11 juin 1981      | Belgique    | Capino-Geldhof          |
| Mathieu Moerman       | 15 septembre 1986 | Belgique    | Capino-Geldhof          |
| Mathias Piper         | 31 décembre 1993  | Belgique    |                         |
| Laurens Poelman       | 27 octobre 1991   | Belgique    | Prorace                 |
| Dylan Regelbrugge     | 27 avril 1995     | Belgique    |                         |
| Brent Ryckoort        | 9 mai 1995        | Belgique    |                         |
| Pedro Schietgat       | 6 octobre 1981    | Belgique    | Capino-Geldhof          |
| Mike Taillieu         | 18 décembre 1991  | Belgique    | Capino-Geldhof          |
| Stein Van Couter      | 24 octobre 1990   | Belgique    | WAC Team Hoboken        |
| Mathias Van Oosthuyze | 22 août 1993      | Belgique    | KSV Deerlijk-Gaverzicht |
| Philip Vandaele       | 3 août 1985       | Belgique    | Capino-Geldhof          |
| Tom Vandenbussche     | 13 mai 1987       | Belgique    | Capino-Geldhof          |
| Bjarne Vanderbeken    | 20 juillet 1994   | Belgique    | Capino-Geldhof          |
| Kenneth Vandewalle    | 7 avril 1995      | Belgique    |                         |
| Robbe Vangheluwe      | 10 octobre 1994   | Belgique    | Capino-Geldhof          |
| Jordy Vanmeenen       | 14 octobre 1995   | Belgique    |                         |
| Bright Vansteenkiste  | 31 juillet 1995   | Belgique    |                         |

Quelques coureurs
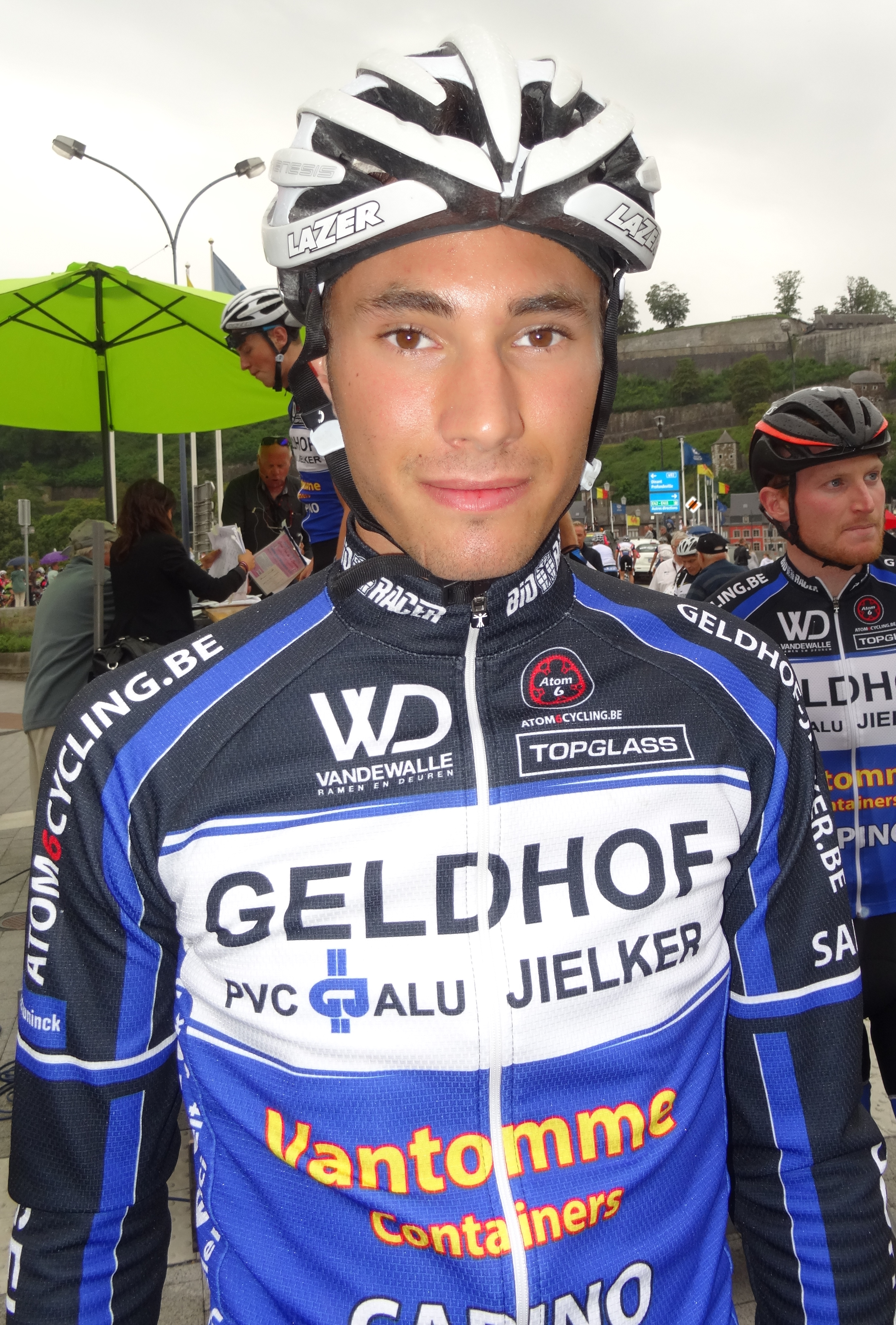
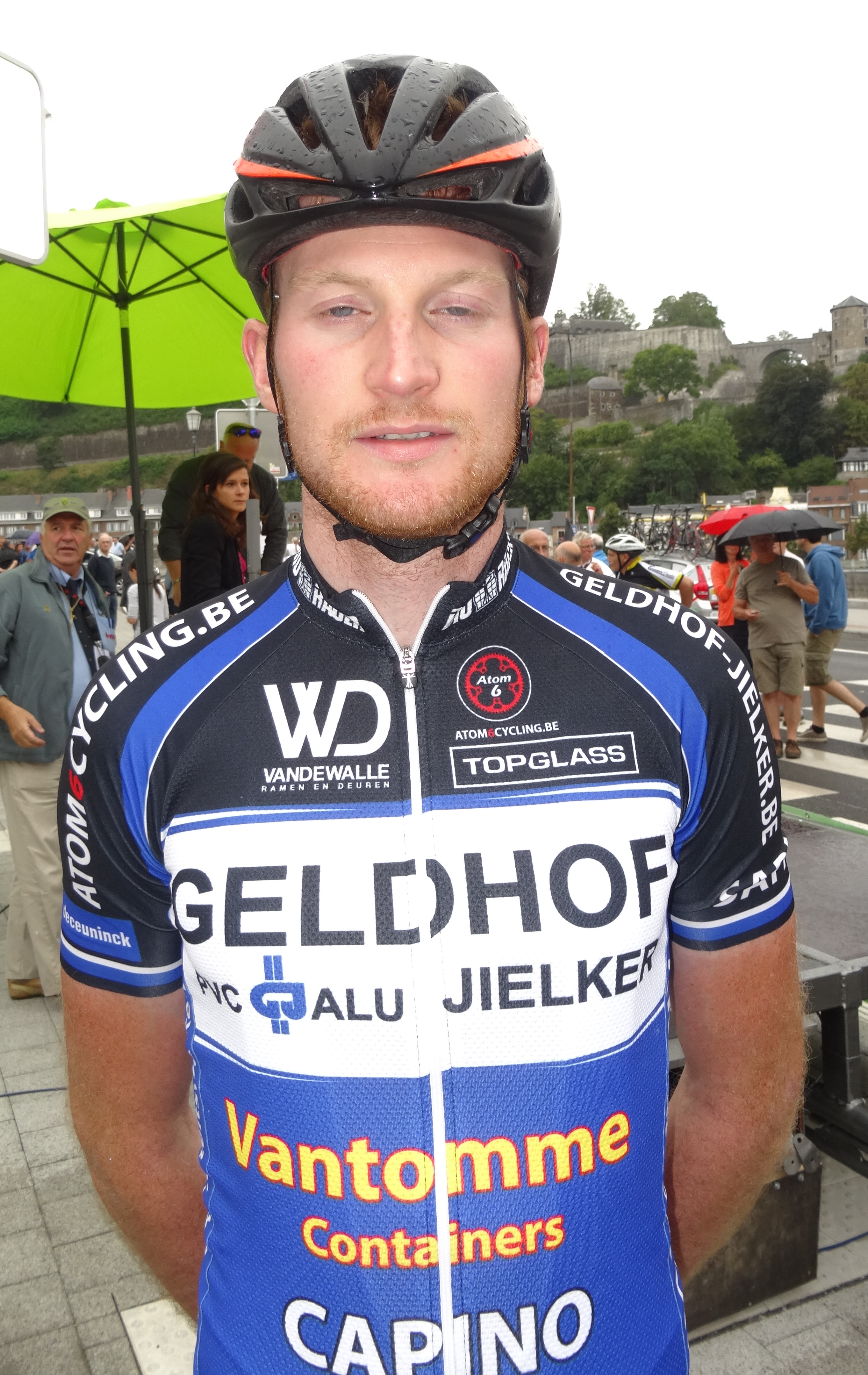
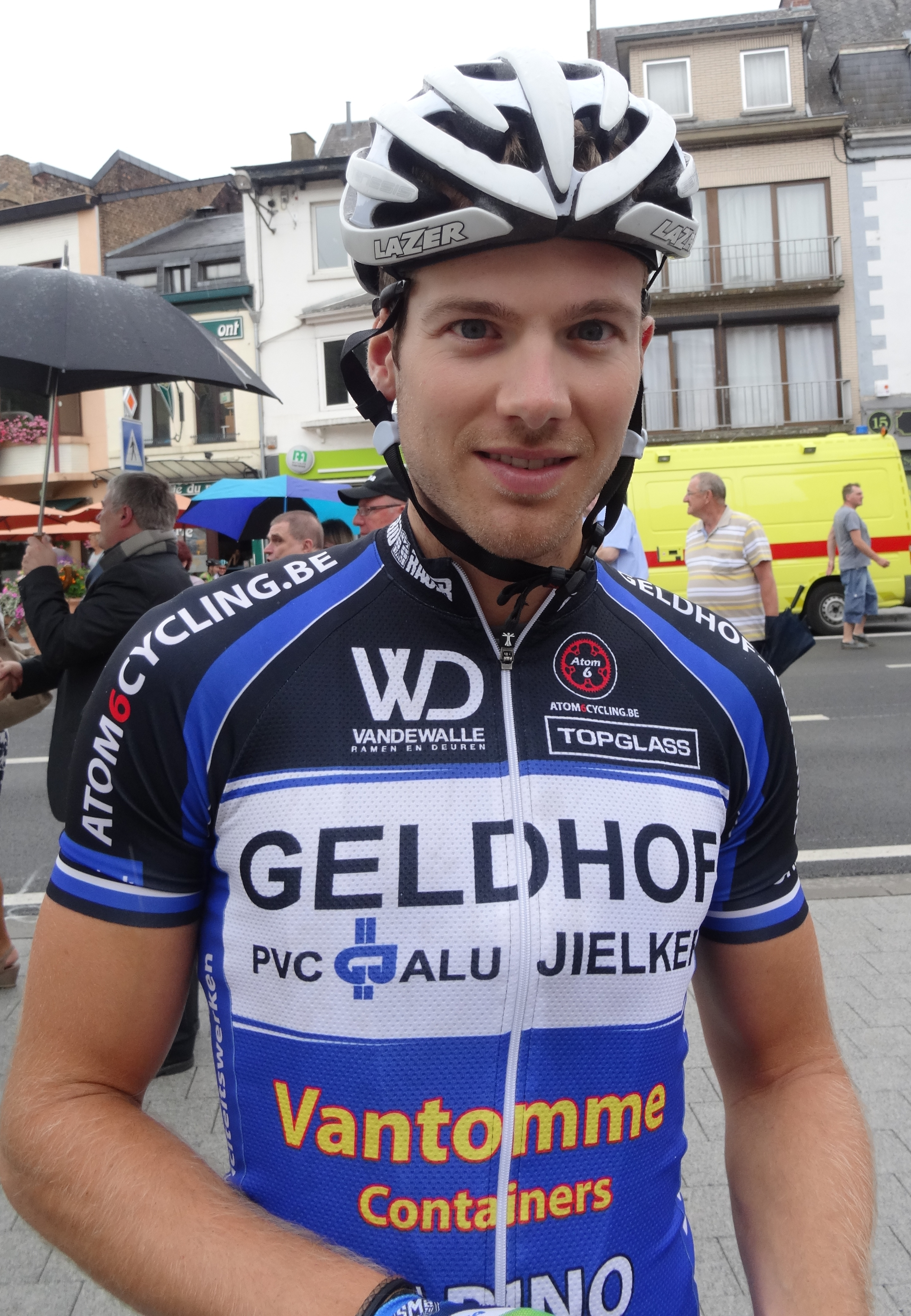

### Victoires
Aucune victoire UCI.